# Burn the Priest (альбом)
Burn the Priest — дебютный студийный альбом американской грув-метал-группы Burn the Priest, вышедший 4 апреля 1999 года на лейбле Legion Records. Это единственный альбом, который группа выпустила до своего переименования в Lamb Of God. 18 мая 2018 года Burn The Priest выпустили кавер-альбом Legion: XX.

## Список композиций
Вся музыка написана Burn the Priest, кроме помеченных.
| №                   | Название                                        | Длительность |
| ------------------- | ----------------------------------------------- | ------------ |
| 1.                  | «Bloodletting»                                  | 1:57         |
| 2.                  | «Dimera»                                        | 2:27         |
| 3.                  | «Resurrection #9»                               | 5:15         |
| 4.                  | «Goatfish»                                      | 2:23         |
| 5.                  | «Salivation»                                    | 2:12         |
| 6.                  | «Lies of Autumn»                                | 4:47         |
| 7.                  | «Chronic Auditory Hallucination»                | 3:53         |
| 8.                  | «Suffering Bastard»                             | 2:07         |
| 9.                  | «Buckeye»                                       | 3:57         |
| 10.                 | «Lame»                                          | 1:51         |
| 11.                 | «Preaching to the Converted»                    | 2:36         |
| 12.                 | «Departure Hymn»                                | 2:36         |
| 13.                 | «Duane» (музыка: Burn the Priest, Matt Conner)  | 2:17         |
| 14.                 | «Ruiner» (cкрытый трек на оригинальном издании) | 2:08         |
| Общая длительность: | Общая длительность:                             | 40:26        |

## Переиздание
22 марта 2005 альбом был переиздан Epic Records. Треки были переработаны Колином Ричардсоном и Марком Уайлдером; в буклете к альбому была размещена аннотация от Стива Остина (участника маткор группы Today Is the Day), занимавшегося продюсированием оригинального альбома.
Обложка была изменена с целью быть более подходящей для продажи альбома в музыкальных магазинах, однако в буклете можно найти и оригинальное изображение.

## Участники записи

### Burn the Priest
- Рэнди Блай — вокал
- Марк Мортон — гитара
- Эйб Спир (Abe Spear) — гитара
- Джон Кэмпбелл — бас-гитара
- Крис Адлер — ударные, перкуссия, продюсирование

### Приглашённые музыканты и персонал
- Майкл Брозан (Michael Brosan) — бэк-вокал на «Suffering Bastard»
- Стив Остин (Steve Austin) — вокал на «Resurrection #9», продюсирование, микширование, мастеринг
- Колин Ричардсон (Colin Richardson) — ремикс переиздания 2005 года.
- Марк Уайлдер (Mark Wilder) — ремастеринг переиздания 2005 года.